# Station Ford
Ford is een spoorwegstation van National Rail in Arun in Engeland. Het station is eigendom van Network Rail en wordt beheerd door Southern. Het station is geopend in 1846.